# Santa Maria in Vallicella (titolo cardinalizio)
Santa Maria in Vallicella (in latino: Titulus Sanctæ Mariæ in Vallicella) è un titolo cardinalizio istituito da papa Pio XI il 18 dicembre 1937 con la costituzione apostolica Quum S. Thomae in Parione per sostituire quello di San Tommaso in Parione, la cui chiesa era fatiscente. Il titolo insiste sulla chiesa di Santa Maria in Vallicella.
Dal 14 febbraio 2015 il titolare è il cardinale Ricardo Blázquez Pérez, arcivescovo emerito di Valladolid.

## Titolari
Si omettono i periodi di titolo vacante non superiori ai 2 anni o non storicamente accertati.
- Titolo vacante (1937 - 1946)

- Benedetto Aloisi Masella (22 febbraio 1946 - 21 giugno 1948 nominato cardinale vescovo di Palestrina)
  - Titolo vacante (1948 - 1953)
- Francesco Borgongini Duca (15 gennaio 1953 - 4 ottobre 1954 deceduto)
  - Titolo vacante (1954 - 1958)
- Paolo Giobbe (18 dicembre 1958 - 14 agosto 1972 deceduto)
- James Robert Knox (5 marzo 1973 - 26 giugno 1983 deceduto)
  - Titolo vacante (1983 - 1988)
- Edward Bede Clancy (28 giugno 1988 - 3 agosto 2014 deceduto)
- Ricardo Blázquez Pérez, dal 14 febbraio 2015